# Noemi Ewa Ristau
Noemi Ewa Ristau (23 settembre 1991) è una sciatrice tedesca paralimpica, che ha rappresentato la Germania nello sci alpino alle Paralimpiadi invernali, ai Campionati mondiali, alla Coppa del Mondo e alla Coppa Europa, vincitrice di diverse medaglie.

## Biografia
Incoraggiata dal padre a sciare dall'età di tre anni, Ristau ha iniziato a gareggiare nello sci alpino paralimpico nel 2015 a Kaunertal, nei club SF Blau-Gelb Marburg e SSG Blista Marburg. Attualmente è allenata da Justus Wolf, tecnico della nazionale. È residente a Rinn.

## Carriera

### Paralimpiadi
Alle Paralimpiadi di Pyeongchang del 2018, Ristau è arrivata quinta nello slalom speciale (tempo 1:56.21), nella supercombinata (tempo 2:33.17) e superG (in 1:35.15), quarta nello slalom gigante (con un tempo di 2:31.93) e discesa libera (in 1:33.33) e settima in superG con 1:39.09.
Quattro anni più tardi, a Pechino 2022, Ristau si è classificata quinta nello slalom speciale in 1:22.31, nona nel superG con un tempo di 1:42.34 e decima nello slalom gigante con 2:12.58.

### Campionati mondiali
Con un tempo di 1:36.05, Noemi Ewa Ristau ha vinto la medaglia di bronzo nella gara di slalom speciale femminile ai Campionati mondiali di sci alpino paralimpico del 2017 a Tarvisio. Oro per l'atleta slovacca Henrieta Farkašová con 1:32.91 e argento per la britannica Millie Knight con 1:35.13

### Coppa del Mondo
Alla Coppa del Mondo di sci alpino paralimpico svoltasi a St. Moritz, in Svizzera, tra il 17 e il 21 dicembre 2021, Ristau è arrivata terza nello slalom speciale in 1:46.75. Sul podio, al 1º posto Barbara Aigner in 1:43.09 e al 2º posto Menna Fitzpatrick in 1:43.09.
Alla Coppa del Mondo 2022 ad Åre, in Svezia,  tra 27 - 30 gennaio 2022, con un tempo di 2:07.79, Ristau ha vinto la medaglia di bronzo nello slalom gigante, dietro alle austriache Elina Stary, oro in 2:01.44 e Barbara Aigner, argento in 2:02.17

### Coppa Europa
Tra il 2015 e il 2022, durante diverse edizioni della Coppa Europa di sci alpino paralimpico, a partire dall'Europa Cup a Landgraaf del 2015 fino all'Europa Cup a Resterhoehe del 2022, Ristau ha vinto un totale di 20 medaglie, di cui nove medaglie d'oro, otto d'argento e tre di bronzo.
A Malbun 2021 ha vinto l'oro nello slalom speciale VI (con un tempo di 1:44.81) e nello slalom gigante VI (in 1:31.89). A St. Moritz 2021 è stata la vincitrice del 1º posto nello slalom gigante VI con 1:50.45 e a Resterhöhe 2021, 1º posto nello slalom speciale VI in 1:30.88. Oro anche a Pitztal 2020 nel super-G VI (tempo 1:21.11) e a Horni Domky nel 2017 nella gara di slalom speciale VI (in 1:44.30). Alla IPC Alpine skiing Europa Cup è arrivata prima nel supergigante VI a Veysonnaz nel 2017 (tempo 1:13.59), a Obersaxen nel 2016 nello slalom gigante VI (in 1:58.74) e a Landgraaf nel 2015 nello slalom speciale VI (tempo realizzato 1:32.03).

## Premi e riconoscimenti
- Team of the Year (2020), insieme alla guida vedente Paula Brenzel.[8]

## Palmarès

### Campionati mondiali
- 1 medaglia:
  - 1 bronzo (slalom speciale ai Tarvisio 2017)

### Coppa del Mondo
- 9 medaglie:[4]
  - 7 argenti (slalom gigante e slalom speciale alla Coppa nel Mondo Kuhtai 2018; slalom speciale alla Coppa nel Mondo Landgraaf	2020; slalom gigante alla Coppa nel Mondo Veysonnaz 2020; slalom gigante e slalom speciale alla Coppa nel Mondo Kranjska Gora	2020; slalom gigante alla Coppa nel Mondo Veysonnaz	2021)
  - 2 bronzi (slalom speciale alla Coppa nel Mondo di Veysonnaz 2017;[9] slalom speciale alla Coppa nel Mondo di Prato Nevoso 2020)

### Coppa Europa
- 20 medaglie:[4]
  - 9 ori (slalom speciale alla Coppa Europa Landgraaf 2015; slalom gigante alla Coppa Europa Obersaxen 2016; supergigante alla Coppa Europa Veysonnaz 2017; slalom speciale alla Coppa Europa Horni Domky 2017; slalom speciale e slalom gigante alla Coppa Europa Malbun 2021; super-G alla Coppa Europa Pitztal 2020; slalom gigante alla Coppa Europa St. Moritz 2021; slalom speciale alla Coppa Europa Resterhöhe 2021)
  - 8 argenti (slalom speciale alla Coppa Europa Pitztal 2017; slalom speciale alla Coppa Europa Veysonnaz 2017; slalom gigante alla Coppa Europa Kranjska Gora 2017; superG	e supercombinata alla Coppa Europa Pitztal 2018; slalom speciale alla Coppa Europa Leogang 2021; superG alla Coppa Europa Pitztal 2020; slalom gigante alla Coppa Europa Kaunertal 2021)
  - 3 bronzi (superG alla Coppa Europa Pitztal 2017; slalom speciale e slalom gigante alla Coppa Europa St Moritz 2020)